# Jelka Weber
Jelka Weber (* 16. Mai 1971 in Achern) ist eine deutsche Flötistin. Sie ist seit dem 1. April 1997 Mitglied der Berliner Philharmoniker.

## Leben
Weber erhielt mit acht Jahren ihren ersten Flötenunterricht bei Joseph Paschek und nahm als Jugendliche erfolgreich am Bundeswettbewerb Jugend musiziert teil. Nach dem Abitur an der Heimschule Lender erhielt sie ihre weitere Ausbildung an der Musikhochschule München bei Hermann Klemeyer. 1994 erhielt sie ein Musikstipendium von Yamaha und wurde für zwei Jahre Stipendiatin der Orchester-Akademie der Berliner Philharmoniker bei dem Flötisten Andreas Blau.
Nach einer Station als Solo-Flötistin bei der Magdeburgischen Philharmonie im Jahr 1996 folgte 1997 der Wechsel zu den Berliner Philharmonikern; dort war sie die erste Flötistin mit Festanstellung. Sie ist auch Mitglied im Ensemble „Berliner Philharmonikerinnen“, zusammen mit Marlene Ito (Violine), Julia Gartemann (Viola), Yumino Weber (Violoncello) und Cordelia Höfer (Klavier) sowie den „14 Berliner Flötisten“.
Solistisch trat sie sowohl in der Berliner Philharmonie als z. B. auch beim The Rest is Noise-Festival in der Queen Elizabeth Hall in London auf. Zusammen mit Marie Pierre Langlamet (Harfe), Stanley Dodds (Violine), Jean-Claude Velin (Viola) und Matias de Oliveira Pinto (Violoncello) spielte sie 2004 die Uraufführung des Werkes The Longings von Sidney Corbett.

## Auszeichnungen (Auswahl)
- 2001: 2. Preis beim Internationalen Musikwettbewerb der ARD, als Mitglied des „Orsolino-Quintetts“.